# Verdea (okręg Vrancea)
Verdea – wieś w Rumunii, w okręgu Vrancea, w gminie Răcoasa. W 2011 roku liczyła 779
mieszkańców